# Edmund Veesenmayer
Edmund Veesenmayer (ur. 12 listopada 1904 w Bad Kissingen, zm. 24 grudnia 1977 w Darmstadt) – zbrodniarz hitlerowski, pełnomocnik III Rzeszy w Chorwacji i na Węgrzech, współodpowiedzialny za eksterminację europejskich Żydów.

## Życiorys
Studiował ekonomię i został wykładowcą w szkołach w Monachium i Berlinie. Do NSDAP należał od 1925 i był także członkiem SS, w której uzyskał stopień SS-Brigadeführera w 1944. Veesenmayer rozpoczął służbę w dyplomacji niemieckiej w 1932 i szczególnie aktywny był na Bałkanach. Jako członek zarządu znaczącej firmy Schenker AG zdobył wiele znajomości, które następnie wykorzystał w toku II wojny światowej.
Na początku 1941 został przydzielony do niemieckiego przedstawicielstwa w Zagrzebiu. III Rzesza, po inwazji na Jugosławię, utworzyła marionetkowe państwo chorwackie, instalując w nim faszystowskie władze. Wspomagał miejscowe władze w deportacji serbskich Żydów. Usiłował także wymóc na władzach słowackich i węgierskich podobną politykę, a gdy spotkał się z odmową, doniósł o tym Joachimowi von Ribbentropowi (ministrowi spraw zagranicznych Rzeszy). Ostatecznie w 1944 został oficjalnym pełnomocnikiem Rzeszy na Węgrzech, gdzie od marca do listopada tego roku aktywnie współdziałał z Adolfem Eichmannem w deportacjach miejscowych Żydów. Veesenmayer zajmował się przy tym wszystkimi kwestiami dyplomatycznymi, koniecznymi do skutecznego przeprowadzenia „ostatecznego rozwiązania” na Węgrzech. Jego zadaniem było zwłaszcza pozyskanie do współpracy w tej akcji miejscowych władz. Mimo że nominalnie podlegał Ribbentropowi, odpowiadał bezpośrednio przed Ernstem Kaltenbrunnerem (szefem RSHA, Głównego Urzędu Bezpieczeństwa Rzeszy).
Po klęsce III Rzeszy został ujęty przez aliantów i następnie zasiadł na ławie oskarżonych w tzw. procesie ministerstw przed Amerykańskim Trybunałem Wojskowym. W kwietniu 1949 został on skazany na karę 20 lat pozbawienia wolności, lecz już w grudniu 1951 Veesenmayera ułaskawiono i zwolniono z więzienia.